# Гівін Кієнг
Гівін Кієнг Джепкемой (англ. Hyvin Kiyeng Jepkemoi, нар. 13 січня 1992) — кенійська легкоатлетка, що спеціалізується на бігу з перешкодами на 3000 метрів, срібна призерка Олімпійських ігор 2016 року, чемпіонка світу.

## Виступи на Олімпіадах
| Олімпіада           | Дисципліна                | Місце |
| ------------------- | ------------------------- | ----- |
| Ріо-де-Жанейро 2016 | 3000 метрів з перешкодами | 2     |
| Токіо 2020          | 3000 метрів з перешкодами | 3     |

## Зовнішні посилання
- Гівін Кієнг — профіль на сайті Світової легкої атлетики (англ.)
- Гівін Кієнг — олімпійська статистика на сайті Sports-Reference.com (англ.) (архівна версія)